# Volimo te otadžbino naša
Volimo te otadžbino naša je pesma koju je napisao Stanoje Jovanović i komponovao Rade Radivojević 1997. godine. Vokale pevaju Leontina Vukomanović i Milan Šćepović uz pratnju Umetničkog ansambla Vojske Jugoslavije. Bila je veoma slušana u Srbiji tokom NATO bombardovanja SR Jugoslavije.

## Nastanak
Po rečima kompozitora Radeta Radivojevića, nakon što je posle raspada SFRJ „Vojska ostala bez znamenja, bez himne i svega onoga što jedna takva institucija mora da ima“, njega su 1997. godine izabrali da napravi Dve pesme za proslavu Dana Vojske. Pored ove, komponovao je i pesmu Zemlja se srcem brani, tekst za ovu pesmu je isto napisao Stanoje Jovanović. Naručioci su hteli da to izvode operski pevači, ali ih je kompozitor ubedio da „ako treba da se sluša po kasarnama i na vojnim priredbama, to mora da pevaju mladi ljudi“. Tako je došlo do toga da pesmu otpevaju Leontina Vukomanović i Milan Šćepović.
Rodoljubiva pesma „Volimo te otadžbino naša“ obeležila je  vreme uoči i tokom NATO agresije na Saveznu Republiku Jugoslaviju  1999. godine, kao svojevsna himna otpora  naroda i Vojske Jugoslavije.
Pesma je rođena i promovisana  dve godine ranije, 16. juna 1997. godine, na svečanoj akademiji  priredjenoj u velikoj dvorani topčiderskog Doma  garde, pred  najvišim državnim i vojnim rukovodstvom zemlje, priređenoj u čast  obeležavanja Dana vojske Jugoslavije.
Autor teksta je  pukovnik Stanoje Jovanović,  novinar i književnik a muzika i aranžman su delo  poznatog kompozitora Radeta Radivojevića. Interpretatori su  poznati vokalni solisti Leontina – Ekstra Nena i Milan Šćepović, u pratnji orkestra i hora Umetničkog ansambla Ministarstva odbrane „Stanislav Binički“.
Istoimeni spot nastao je u produkciji Vojno-filmskog centra „Zastava film“, u režiji Gorana Kostića. Prvi put je javno emitovan uoči dnevnika Radio televizije Srbije, 3. oktobra 1998. godine,  da bi se nastavilo njegovo  emitovanje u  udarnim terminima uoči informativnih emisija i na drugim TV kanalima a pesma je uvrštena i u  svakodneve programe mnogobrojnih radio - stanica.
Pesma „Volimo te otadžbino naša“ oborila je sve rekorde u broju emitovanja na radio i televizijskim programa, što je autorskom timu i izvodjačima donelo prestižno priznanje –nagradu „Zlatni melos“ (23. februara 2000. godine).  Priznanje im  je uručeno na svečanoj  priredbi  u Svilajncu, na prepunom  gradskom stadionu, a izvođenje pobedničke pesme propraćeno je skandiranjem i horskim pevanjem oduševljene publike. Spot pesme „Volimo te otadžbino naša“ proglašen je najlepšim i najčešće emitovanim spotom na programima RTS u 1999. godini.
Izvođena je u mnogim prilikama uoči i tokom bombardovanja SR Jugoslavije: u kasarnama, na trgovima, mostovima, u najvećim dvoranama, a mnogobrojne kulrurne i sportske manifestacije  u zemlji odvijale su se u znaku pesme „Volimo te otadžbino naša“. Odjekivala je u svakom vojničkom stroju, prihvatili su je i mladi i stariji građani, pa i mališani. Pod  nazivom te pesme obnovljen je i festival vojničkih pesama i koračnica 2000. ghodine, održan u Centru Sava (30. maja 2000. godine). Snimljena je na više kaseta i CD. U svečanim prilikama povremeno se izvodi i danas, a u različitim verzijama može se naći i na društvenim mrežama, sa mnogobrojnim, najčešće pozitivnim komentarima.
Umesto poziva na  mržnju i busanje u prsa, pesma „Volimo te otadžbinpo naša“ je  plenila   jasnim i  iskrenim  porukama  ljubavi prema otadžbini  i  svojoj vojci, oplemenjena nadahnutom, prijemčivom i himničnom muzikom. „Bila je više od pesme“, napisao je poznati novinski komentator lista „Politika“ a bilo je zvaničnih i spontanih predloga da preraste u novu  himnu tadašnje Savezne Republike Jugoslavije (Srbije i Crne Gore).
Pesma je toplo prihvaćena i izvodjena u nekim zemljama regiona, među našim građanima u dijaspori, a svečano je predstavljena  i u Moskvi i Minsku. U svoj repertoar uvrstio je i poznati ruski ncionalni ansambl „Aleksandrov“ i izveo je tokom dva koncerta pred beogradskom publikom poslednjih dana januara 2000. godine u Centra Sava, a interperetatori su bili   Ekstra Nena, Vadim Anjajev i Aleksandar Gvozdece.  Prevedena je na više svetskih jezika, izmedju ostalih na engleski, ruski, francuski, portugalski,  švedski i kineski jezik...Emitovana je  i na programima SNN i BBS, ali  s negativnim predznakom.

Svojeručno napisane stihove pesme „Volimo te otadžbino naša“ autor je ustupio Arhivu Jugoslavije na zahtev čelnika te  institucije od nacionalnog značaja, kao pesničko i muzičko  svedočanstva o jednom složenom vremenu naše savremene istorije i nesputanom rodoljublju kojim je plenila i stekla naklonost najšireg kruga ljudi.   
Kako je došlo do toga da se u vreme bombardovanja ta pesma emituje kao nešto što u narodu treba da očuva duh, ni danas ne znam. Znam da je neko pronašao taj zapis baš u to vreme, i nije bilo ni TV stanice ni radija koji to nije puštao više puta u toku jednog sata. E, kada je to počelo da se emituje i na političkim skupovima, sve je već bilo van moje kontrole— 20px, in Rade Radivojević, Glas javnosti, 2008., 20п

## Tekst
Vekovna znamenja
ukras su našeg stroja,
trobojka napred vijori
zastava tvoja i moja.
Pogledom piloti grle
naselja, polja rodna.
U luci mornara zove
beskrajna pučina modra.
Ljubav se ljubavlju vraća!
Ljubav se ljubavlju vraća!
Volimo te otadžbino naša!
Volimo te otadžbino naša!
Sa nama si sigurna,
sa nama si jača,
sa imenom tvojim u srcu
i vojska korača!
Volimo te otadžbino naša!
Volimo te otadžbino naša!
Sa nama si sigurna,
sa nama si jača,
sa imenom tvojim u srcu
i tvoja vojska korača!
Kompozitor: Rade Radivojević